# Courmont (Haute-Saône)
Courmont ist eine Gemeinde im französischen Département Haute-Saône in der Region Bourgogne-Franche-Comté.

## Geographie
Courmont liegt auf einer Höhe von 350 m über dem Meeresspiegel, 13 Kilometer südöstlich von Lure und etwa 18 Kilometer nordwestlich der Stadt Montbéliard (Luftlinie). Das Dorf erstreckt sich im südlichen Vorland der Vogesen, im Tal des Ruisseau de Courmont im Hügelland zwischen dem Waldgebiet Bois de Granges und dem Chérimont.
Die Fläche des 6,39 km² großen Gemeindegebiets umfasst einen Abschnitt im südlichen Vogesenvorland. Die südliche und westliche Grenze verläuft meist entlang dem Ruisseau de Courmont, dessen Tal mehr als 100 m tief in die umgebende Hügel- und Plateaulandschaft eingeschnitten ist. Im Norden und Osten markiert sein rechter Zufluss, der Ruisseau des Terriers, die Grenze. Der zentrale Teil des Gebietes wird von den bewaldeten Höhen des Bois de la Côte de Vézet und des Bois de la Côte Vaudray eingenommen. Diese Erhebungen sind teils aus Buntsandstein, teils aus permischen Schichten aufgebaut. Mit 547 m wird auf einer Höhe im Osten des Gemeindeareals die höchste Erhebung von Courmont erreicht. Wiesland gibt es fast nur in den Talauen.
Zu Courmont gehören die Hofgruppen Les Terriers und La Vieille Verrière im Tal des Ruisseau des Terriers sowie Les Basses Valettes und Les Hautes Valettes auf einer Geländeterrasse am Südhang des Bois de la Côte Vaudray. Nachbargemeinden von Courmont sind Lomont und Belverne im Norden, Champey im Osten, Saulnot im Süden sowie Faymont im Westen.

## Geschichte
Im Mittelalter gehörte Courmont zur Herrschaft Granges. Zusammen mit der Franche-Comté gelangte das Dorf mit dem Frieden von Nimwegen 1678 definitiv an Frankreich. Im Jahr 1808 wurde Courmont mit Lomont fusioniert, doch erhielt es seine Selbständigkeit bereits 1831 wieder zurück.

## Bevölkerung
| Jahr                       | 1962 | 1968 | 1975 | 1982 | 1990 | 1999 |
| Einwohner                  | 100  | 98   | 80   | 86   | 91   | 105  |
| Quellen: Cassini und INSEE |      |      |      |      |      |      |

Mit 120 Einwohnern (1. Januar 2022) gehört Courmont zu den kleinsten Gemeinden des Département Haute-Saône. Nachdem die Einwohnerzahl in der ersten Hälfte des 20. Jahrhunderts deutlich abgenommen hatte (1881 wurden noch 393 Personen gezählt), wurde seit Beginn der 1980er Jahre wieder ein leichtes Bevölkerungswachstum verzeichnet.

## Wirtschaft und Infrastruktur
Courmont war bis weit ins 20. Jahrhundert hinein ein vorwiegend durch die Landwirtschaft (Ackerbau, Obstbau und Viehzucht) und die Forstwirtschaft geprägtes Dorf. Noch heute leben die im Ort arbeitenden Bewohner zur Hauptsache von der Tätigkeit im ersten Sektor. Außerhalb des primären Sektors gibt es nur wenige Arbeitsplätze im Dorf. Einige Erwerbstätige sind auch Wegpendler, die in den größeren Ortschaften der Umgebung ihrer Arbeit nachgehen.
Die Ortschaft liegt abseits der größeren Durchgangsachsen an einer Departementsstraße, die von Saulnot nach Clairegoutte führt. Eine weitere Straßenverbindung besteht mit Belverne.